# Яблонський Леонід
Леонід Яблонський (12 березня 1908, Київ — 11 січня 1966, Торонто
) — український музикант, виконавець, композитор, автор текстів, засновник Джаз-капели Леоніда Яблонського - одного із найпопулярніших музичних колективів Львова та Галичина 30-х років. 

## Життєпис
Народився 12 березня 1908 року в Києві у сім'ї військового. У 1919 році переїхав разом із батьком — полковником Дієвої Армії УНР, матір’ю й братами Іваном, Анатолем і Ярославом до Польщі. Опинився в таборі для інтернованих осіб неподалік польського міста Каліша. Після звільнення з табору батьки залишилися в Каліші, а Леонід поїхав на навчання до Львова. Спочатку навчався в учительській семінарії, а згодом — у Вищому музичному інституті імені М. Лисенка.

Джаз-капела «Ябцьо-джаз». Зліва направо: Степан Гумінілович, Анатоль Кос, Леонід Яблонський, Богдан Весоловський

Заробляв на проживання і навчання грою на скрипці. Згодом заснував гурт, до якого увійшли Богдан Весоловський, Анатоль Кос та Степан Гумінілович. Це був один із перших українських гуртів, які виконували розважальну музику. Досить скоро вони стали одним із найпопулярніших музичних колективів, який львів'яни лагідно називали Капелою Яблонського, а самого Леоніда — Ябцьом, або Ябцьо-джазом.
У 1937 році одружився з Наталею із родини Бігусів, а 1938-го в них народилася донька Марта.
У 1942 році із сім'єю переїжджає до Чехії. Там у них народилася дочка Рома. У 1948 емігрували до Аргентини, оселившись у Буенос-Айресі. За словами дочки Марти йому вдалося непогано заробляти улюбленою справою - музикою: 
| Умови життя склалися для нас досить благополучно. У Буенос-Айресі батькові вдалося організувати гарний оркестр легкої музики, який мав постійні виступи в одному із найпрестижніших ресторанів столиці Арґентини. Отже, жилося нам там незле. |
В Аргентині прожив з родиною сім років, а в 1955 переїхав до Торонто в Канаді. Там проживала його мати Євпраксія й брат Ярослав. Спочатку працював у готелі, а згодом організував музичний колектив. В Канаді налагодив контакти з колишніми учасниками Ябцьо-джазу Богданом Весоловським, котрий проживав у Монреалі та Степан Гумінілович, який оселився в Ошаві. Завдяки спонсорству власників книгарні «Арка-Квін» вони розпочали випуск серії платівок, яких було випущено понад сто. 
Його колектив став дуже популярним серед українців Канади та США. Крім того, виступав сам як простий хорист у хорі «Прометей», керованому Левом Туркевичем, а після його несподіваної смерті перебрав на себе управління жіночим хором «Чайка».
Раптово помер 11 січня 1966 року в Торонто. Похований 15 січня 1966 на цвинтарі Проспект у Торонто.